# Ghulam Rasul (Schwimmer)
Ghulam Rasul (* 1935) ist ein ehemaliger pakistanischer Schwimmer.
Rasul war einer von drei Schwimmern seines Landes, die bei den Olympischen Sommerspielen 1956 in Melbourne an den Start gingen. Über 200 Meter Brust wurde er im Vorlauf wegen regelwidriger Schwimmtechnik disqualifiziert.